# Бух Микола Костянтинович
Микола Костянтинович Бух (6 листопада 1853 — після 1934) — український і російський революціонер-народник. Прізвисько «Іван Васильович». 

## Біографія
Народився в Калузі в сім'ї високого державного чиновника, високопосадовця Костянстина Андрійовича(?) Бух. Брат — Бух Лев Костянтинович  (1847, Рязань — 1917, Петроград) — російський революціонер, а пізніше відомий економіст.

У 1873 році вступив до Медико-хірургічної академії; включився у революційний рух у Петербурзі. В 1874 брав участь у «ходінні в народ», кинувши навчання в академії і перейшовши на нелегальне становище. Не був розшуканий і тому не судимий на «процесі 193-х». Входив у "бакуністський" гурток самарців (Н Головіна, П. Чернишов, Л. Городецький та ін.).
1875 року увійшов до гуртка "Південних бунтарів" (або "Київських бунтарів"), який діяв на території України. У 1877-1878 роках працював у таємній друкарні, що друкувала "Начало" ("Початок"). У 1878 року після передачі друкарні землевольцям знову брав участь у роботі.
У серпні 1879 року прийнятий у «Землю і Волю» і після розділу організував друкарню «Народної Волі» у Саперному провулку. Було обрано членом Виконавчого комітету «Народної волі».
|  | Буху було років 25—26, але на вигляд йому можна було дати набагато більше; це була тиха, замкнена і дуже мовчазна людина. За натурою він був досить нерухомий, але в роботі посидливий; до того ж він ставився до своєї роботи як художник, який пишається результатами своїх праць, його домашній костюм був більш ніж недбалим, але змусити його переодягтися або хоча б краще вмитися було не так легко, якщо взяти до уваги, що для виходу на вулицю він повинен був перетворитися на справжнього джентльмена і вжити на це чимало часу, то буде зрозуміло його терпляче ставлення до обов'язкового сидіння вдома, натомість у тих випадках, коли пан Лисенко (під таким ім'ям він був прописаний) виходив на вулицю, вигляд у нього був настільки значний, шуба настільки гарна і золоте пенсне так зручно поміщалося. на носі, що двірник здалеку піднімав шапку і відважував йому шанобливий уклін. Суворий пан поблажливо кивав йому головою... — С.А.Іванова-Борейша, 1879, народоволка. |

18 січня 1880 року озброєний опір при арешті. У "процесі 16-ти" засуджений до 15 років каторги, яку відбував на Карі. 1895 року повернувся з Сибіру. 

До кінця 1917 року примикав до есерів.
Після Жовтневої революції жив у Харкові. Помер після 1934 року .

## Спогади
- Бух М.К. "Автобіографія" // Діячі СРСР та революційного руху Росії: енциклопедичний словник Гранат. Москва: Радянська енциклопедія, 1989.
- Бух М.К. "Спогади" / передмова. Фелікса Кона. М: Вид-во Всесоюзн. Общ-ва політкаторжан та сс. -поселенців, 1928. 199 с. (онлайн-версія)
- Бух М.К. "Перша друкарня «Народної Волі» // Каторга та заслання. 1929. №8-9". З. 54-93.
- Бух М.К. "У Петропавлівській фортеці // Каторга та заслання". 1930. №7 (68). С. 113-125; №11 (72). С. 98-114.
- Бух М.К. "Перший процес народовольців // Каторга та заслання". 1931. № 7 (80) С. 108-141.
- Бух М.К. "На каторжному положенні / / Каторга та заслання". 1931. №11-12 (84-85). З. 190—209.
- Бух М.К. "Підпільний революціонер — великий вчений [про Є.С. Федорова]" // Каторга та заслання. 1930. №10 (71). З. 194—195.
- Бух М.К. "Рачковський // Літопис революції". 1922. №1. С. 208-215.